# Limnephilus malickyi
Limnephilus malickyi är en nattsländeart som beskrevs av Füsun Sipahiler 1992. Limnephilus malickyi ingår i släktet Limnephilus och familjen husmasknattsländor. Inga underarter finns listade i Catalogue of Life.